# 智利國家情報總局
智利國家情報總局（西班牙語：Dirección de Inteligencia Nacional，簡稱：DINA）是智利前總統奧古斯托·皮諾切特軍人政權時代的秘密警察機構，有“皮諾切特的蓋世太保”之稱。1973年9月智利軍事政變後，它先是作爲軍隊下屬的一個情報單位於11月成立，由局長曼努埃尔·孔特雷拉斯上校和副局長勞爾·伊圖利亞加領導，1974年6月根據軍政府發佈的第521號法令，這個情報機構從軍隊分離出來，以“國家情報總局”（DINA）的名稱作爲一個獨立的政府部門而建立。“DINA”這個名稱一直沿用到1977年，之後改名爲“國家情報中心”（西班牙語：Central Nacional de Informaciones）（簡稱：CNI）。1990年軍人政權結束之後，這個機構於1990年2月撤銷。

## 權力範圍

### 鎮壓異議人士
根據第521號法令，只要在“緊急狀態”的名義下，國家情報總局有權力在任何時候拘留任何人。在皮諾切特執政期間，國家情報總局對被拘留者任意實施酷刑和性侵犯的情況很普遍。根據紐約的非營利出版組織“The New Press”出版的《關於暴力和問責的解密檔案》（A Declassified Dossier on Atrocity and Accountability）一書中寫道：

在一些關押拘留者的集中營，虐待拘留者的行爲令人髮指。在作爲情報總局專門拘留所的“格里馬蒂山莊”，有些頑固的囚犯被拖到停車場，然後特工用汽車或卡車碾壓他們的腿；有的年輕囚犯被鐵器毆打，看守特工們任由他的内出血慢慢死去。對女犯則是采用了變換花樣的性侵…… 

### 管控媒體和社會
軍事政變之後，國家情報總局開始了對左翼政黨“智利人民社會主義聯盟”和支持者的報刊、廣播等媒體進行審查。根據軍政府的法令，所有公共信息在發佈前必須經由一個對所有媒體審查的“審查辦公室”通過之後才能發出，有些報刊常常收到被紅墨水塗改後送回的樣報。作爲最重要的電視媒體，在國家情報總局的威脅、暗殺、綁架等壓力之下，被迫掩蓋軍事政變的真相。國際有綫電視新聞被國家情報總局禁止，有些國際新聞網絡則配合智利軍政府播放不實信息。審查制度甚至波及到了個人家庭、公共服務領域。國家情報總局派警察對家庭和機關進行登記。搜查被認爲是顛覆軍政府的證據，比如：智利左翼作家巴勃羅·聶魯達的著作以及涉及社會科學、政治學、人權方面的文章等。

### 國外暗殺活動
針對流亡海外的反軍政府的異議人士，國家情報總局實施了“兀鷹行動”和“科倫坡行動”暗殺行動，特別是在1975年的“科倫坡行動”中有119名異議人士失蹤。這個消息一年之後分別被阿根廷和巴西的兩家雜志媒體披露，並公佈了失蹤者名字。

## 與美國的關係
1970年左翼政黨智利社會黨的薩爾瓦多·阿連德執政之後，美國就一直支持右翼黨派“祖國和自由陣綫”。這個組織曾經資助並參與了反對阿連德政權的第一次政變企圖。1973年皮諾切特發動的右翼軍事政變，阻止了智利的“古巴化”，對美國來説，這無異於解除了後顧之憂，因此美國明裏暗裏一直支持DINA。
1976年，作爲實施“兀鷹行動”，國家情報總局通過代理人在華盛頓特區暗殺了流亡中的反對派，阿連德政權時代的前駐美大使奥蘭多·萊特列爾以及他的美國助手羅尼·卡澎·莫菲特（Ronni Karpen Moffitt），導致了國際輿論的譴責。1977年，以人權外交為標榜而剛剛上臺的卡特政府不得不與“DINA”做切割，智利軍政當局也將“國家情報總局”的名稱改爲“國家情報中心”（CNI），局長曼努埃尔·孔特雷拉斯被撤換。但是，美國中情局與這個換湯不換藥的智利情報機構依然暗中保持著密切聯係。這個關係一直對公衆隱瞞了27年，直到2000年美國中情局首次公開予以承認。

## 歷史追責
1990年，智利軍人政權的統治結束後，“國家情報中心”（CNI）被解散。1993年，作爲當時主要責任者的局長曼努埃尔·孔特雷拉斯以犯有反人類、秘密綁架、暗殺等多項罪名被起訴。在這以後，追究他的案件不斷地增加，對他的求刑由最初的12年刑期改爲最終的529年刑期。在服刑期間，孔特雷拉斯於2015年8月去世。另外一個主要負責人，前總統皮諾切特由於在1998年3月之前仍保有陸軍總司令職務，同時智利憲法規定，在任六年以上的總統可獲終身參議員，並以此獲得司法豁免權。2002年智利最高法院裁定皮諾切特因患有血管性癡呆不宜出庭之後，他放棄了參議院的席位。2004年智利最高法院又認爲他有能力出庭，以12項罪名對他進行了起訴，在法庭審理過程中，皮諾切特於2006年12月去世。